# Will Vargas
Will Vargas es un deportista colombiano que compitió en triatlón. Ganó dos medallas de bronce en el Campeonato Panamericano de Triatlón en los años 1996 y 2005.

## Palmarés internacional
| Campeonato Panamericano | Campeonato Panamericano | Campeonato Panamericano | Campeonato Panamericano |
| Año                     | Lugar                   | Medalla                 | Prueba                  |
| ----------------------- | ----------------------- | ----------------------- | ----------------------- |
| 1996                    | Vitória (Brasil)        | Medalla de bronce       | Individual              |
| 2005                    | Bogotá (Colombia)       | Medalla de bronce       | Individual              |